# صموئيل تومسون
صموئيل تومسون (بالإنجليزية: Samuel Thomson)‏ هو عالم نبات أمريكي، ولد في 9 فبراير 1769 في Alstead, New Hampshire ‏ في الولايات المتحدة، وتوفي في 5 أكتوبر 1843.